# Киппо, Ансси
Ансси Киппо (фин. Anssi Kippo; род. 4 сентября 1976, Лаппеэнранта, Финляндия) — финский продюсер, звукорежиссёр, композитор и музыкант. Продюсер нескольких альбомов и множества синглов, которые впоследствии приобрели платиновый или золотой статус. В 1994 году, в возрасте 18 лет, в родном городе Лаппеэнранта основал собственную студию звукозаписи Astia, на которой работает до сих пор.

## Сотрудничество
Ансси Киппо участвовал в качестве звукорежиссёра и продюсера в записи альбомов Something Wild, Hatebreeder и Hate Crew Deathroll финской метал-группы Children of Bodom, которые по результатам продаж получили золотой статус. В 2005 году записал и спродюсировал альбом Stronger финской певицы Ханны Пакаринен, будущей участницы Евровидения-2007, который также достиг золотого статуса. Широко известен по работе с Norther, To/Die/For, Entwine, Impaled Nazarene, Stam1na. Из российских групп неоднократно сотрудничал с Grenouer и Cеверные врата. В 2006 году записал и спродюсировал альбом Vaadimme Metallia, группы Teräsbetoni, которому был присвоен платиновый статус. В августе 2014 года выступил в качестве звукорежиссёра при записи барабанов для дебютного альбома российской рок-группы «Северный Флот». В 2014 году продюсировал альбом финской викинг-метал группы Ensiferum.